# Cunaxa curassavica
Cunaxa curassavica är en spindeldjursart som beskrevs av Gupta och Paul 1985. Cunaxa curassavica ingår i släktet Cunaxa och familjen Cunaxidae. Inga underarter finns listade i Catalogue of Life.